# Cyaniris parishii
Cyaniris parishii är en fjärilsart som beskrevs av Rhé Philipe 1910. Cyaniris parishii ingår i släktet Cyaniris och familjen juvelvingar. Inga underarter finns listade i Catalogue of Life.